# She Couldn't Say No (film, 1930)
Pour le film du même titre sorti en 1954, voir Belle mais dangereuse.
Pour plus de détails, voir Fiche technique et Distribution.
She Couldn't Say No est un film américain réalisé par Lloyd Bacon et sorti en 1930.

## Synopsis
Winnie Harper (Winnie Lightner), une chanteuse de cabaret, est amoureuse du gangster Jerry Casey (Chester Morris). Attiré par le talent de Winnie, Jerry commence à sortir avec elle et finit par devenir son manager.
Elle rencontre le succès dans un club à la mode, où Jerry rencontre Iris (Sally Eilers), une riche cliente, dont il tombe amoureux.

## Fiche technique
- Titre original : She Couldn't Say No
- Réalisation : Lloyd Bacon
- Scénario : Arthur Caesar, Benjamin M. Kaye, Robert Lord, Harvey F. Thew
- Costumes : Earl Luick
- Son : David Forrest
- Photographie : James Van Trees
- Société de production : Warner Bros.
- Société de distribution : Warner Bros.
- Pays de production :  États-Unis
- Langue originale : anglais
- Format : noir et blanc — 35 mm — 1.37:1 — Vitaphone
- Genre : Drame
- Durée : 70 minutes
- Date de sortie :
  - États-Unis : 15 février 1930

## Distribution
- Winnie Lightner : Winnie Harper
- Chester Morris : Jerry Casey
- Sally Eilers : Iris
- Johnny Arthur : Tommy Blake
- Tully Marshall : Big John
- Louise Beavers : Cora
- Gordon Elliott : petit rôle
- Phyllis Haver